# Адехе
Адехе (ісп. Adeje) — муніципалітет в Іспанії, у складі автономної спільноти Канарські острови, у провінції Санта-Крус-де-Тенерифе, на острові Тенерифе. Населення — 43 801 особа (2010).

## Географія
Муніципалітет розташований на відстані близько 1810 км на південний захід від Мадрида, 60 км на південний захід від Санта-Крус-де-Тенерифе.
На території муніципалітету розташовані такі населені пункти: (дані про населення за 2010 рік)
- Адехе: 15391 особа
- Арменьїме: 1861 особа
- Ла-Кальдера: 63 особи
- Фаньябе: 3616 осіб
- Іфонче-і-Бенітес: 33 особи
- Коста-Адехе: 18562 особи
- Тіхоко: 2412 осіб
- Лос-Менорес: 1863 особи

### Клімат
Місто Адехе знаходиться у зоні, котра характеризується середземноморським кліматом. Найтепліший місяць — серпень із середньою температурою 23.9 °C (75 °F). Найхолодніший місяць — січень, із середньою температурою 17.8 °С (64 °F).
| Клімат Адехе            | Клімат Адехе | Клімат Адехе | Клімат Адехе | Клімат Адехе | Клімат Адехе | Клімат Адехе | Клімат Адехе | Клімат Адехе | Клімат Адехе | Клімат Адехе | Клімат Адехе | Клімат Адехе | Клімат Адехе |
| Показник                | Січ.         | Лют.         | Бер.         | Квіт.        | Трав.        | Черв.        | Лип.         | Серп.        | Вер.         | Жовт.        | Лист.        | Груд.        | Рік          |
| Середній максимум, °C   | 21,1         | 21,1         | 22,2         | 22,2         | 22,8         | 23,9         | 26,1         | 27,2         | 27,2         | 26,1         | 23,9         | 22,2         | 23,8         |
| Середня температура, °C | 17,8         | 17,8         | 18,9         | 18,9         | 20           | 21,1         | 22,8         | 23,9         | 23,9         | 22,8         | 21,1         | 18,9         | 20,6         |
| Середній мінімум, °C    | 13,9         | 13,9         | 15           | 16,1         | 16,1         | 17,8         | 18,9         | 21,1         | 21,1         | 18,9         | 17,8         | 16,1         | 17,2         |
| Норма опадів, мм        | 66           | 55           | 42           | 31           | 11           | 5            | 1            | 3            | 13           | 41           | 69           | 75           | 412          |
| Днів з опадами          | 13           | 11           | 11           | 10           | 8            | 6            | 4            | 5            | 6            | 10           | 12           | 13           | 109          |
| ----------------------- | ------------ | ------------ | ------------ | ------------ | ------------ | ------------ | ------------ | ------------ | ------------ | ------------ | ------------ | ------------ | ------------ |
| Джерело: Weatherbase    |              |              |              |              |              |              |              |              |              |              |              |              |              |

## Демографія
Динаміка населення (INE ):

## Галерея зображень

Розташування муніципалітету на острові Тенерифе
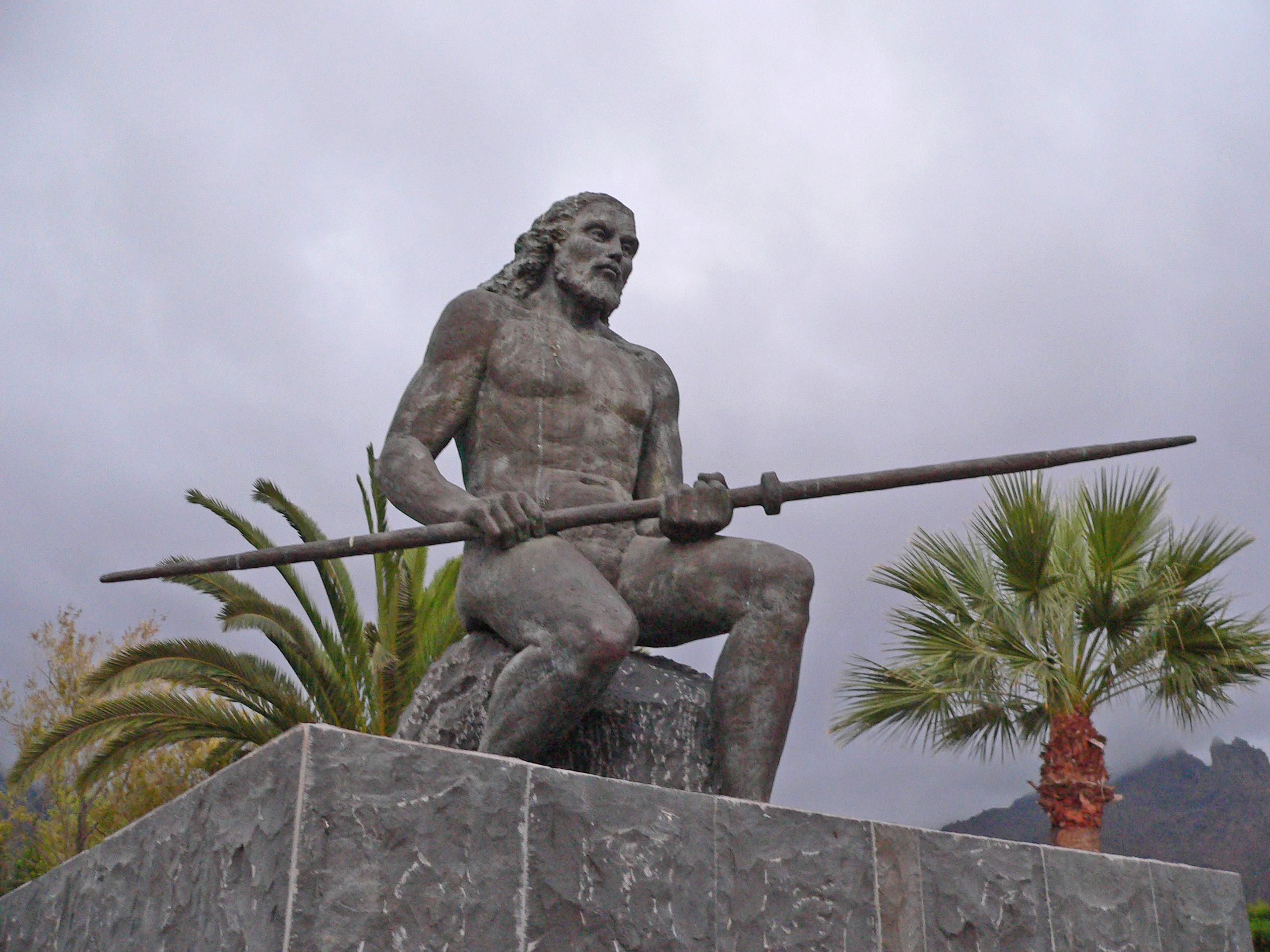
Статуя Тінерфе Великого в Адехе
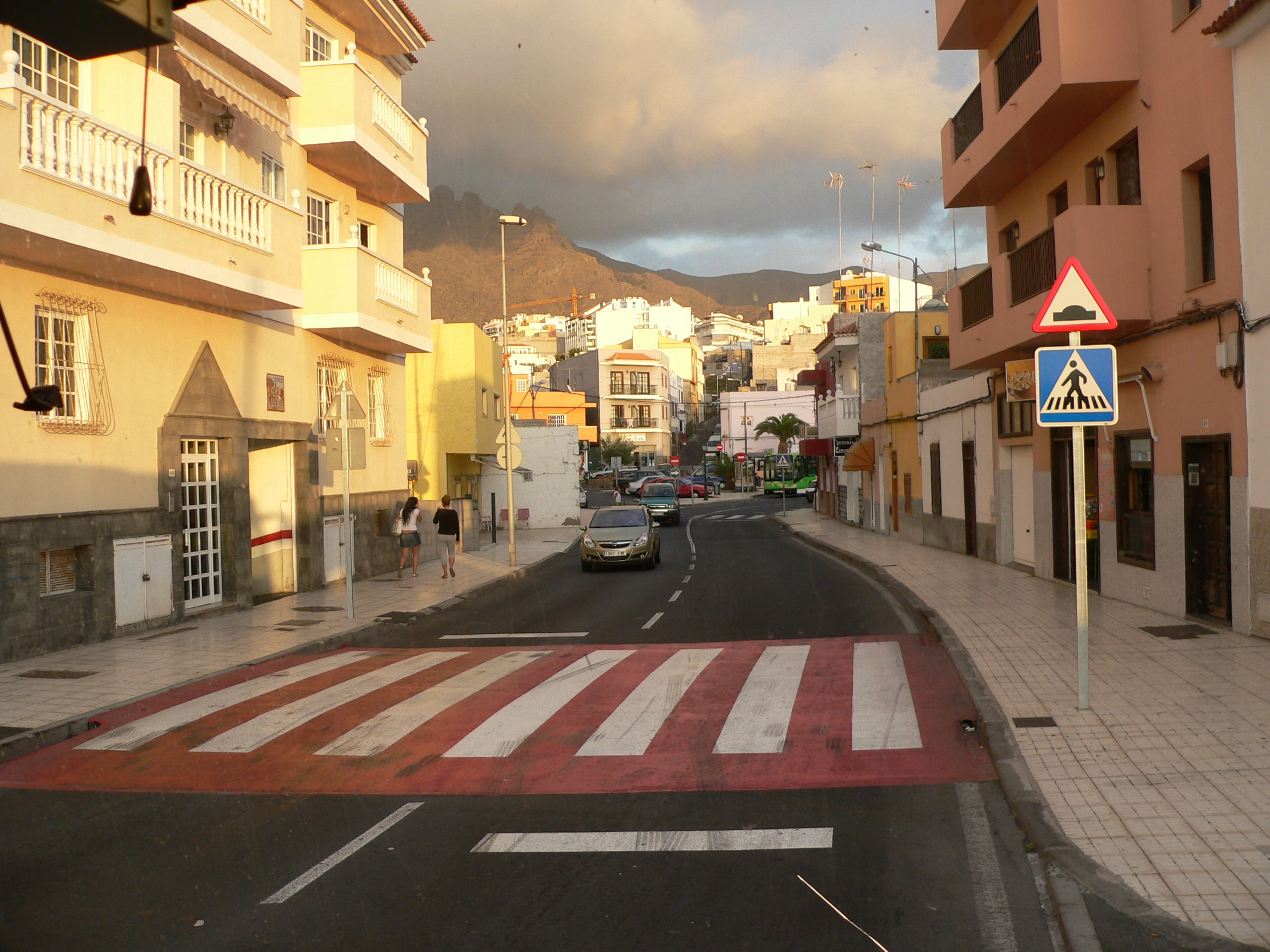
Дорога у місті Адехе